# Zenity
Zenity este un software gratuit și multiplatformă, care permite executarea de casete de dialog GTK în linie de comandă și în scripturi shell.

## Descriere
Ca și alte unelte cum ar fi whiptail și dialog, zenity permite crearea ușoara de interfețe utilizator, deși oferă mai puține opțiuni decât alte unelte ce pot crea interfețe mai complexe.

## Exemplu script multiplatformă
```
from
 
PyZenity
 
import
 
InfoMessage

from
 
PyZenity
 
import
 
Question

from
 
PyZenity
 
import
 
ErrorMessage

choice
=
Question
(
'Please press a button.'
)

 

if
 
choice
:

    
InfoMessage
(
'You pressed Yes!'
)

else
:

    
ErrorMessage
(
'You pressed No!'
)

```

## Exemplu script shell POSIX
```
#!/bin/sh

if
 
zenity
 
--question
 
--text
=
"Please press a button."
;
 
then

    
zenity
 
--info
 
--text
=
"You pressed Yes\!"

else

    
zenity
 
--error
 
--text
=
"You pressed No\!"

fi

```

## Exemplu Windows
```
@
echo
 off
zenity --question --ok-label=
"Yes"
 --cancel-label=
"No"
 --text=
"Please press a button."

if
 
%ERRORLEVEL%
 
==
 1 
goto
 
error

    zenity --info --text=
"You pressed Yes!"

    
goto
 
end

:
error

    zenity --error --text=
"You pressed No!"

:
end

```